# Kenneth Silverman
Kenneth Silverman (New York, Manhattan, 1936. február 5. – New York, Manhattan, 2017. július 7.) Pulitzer-díjas amerikai életrajzíró.

## Művei
- Colonial American Poetry (1968, szerkesztő)
- Timothy Dwight (1969)
- A Cultural History of the American Revolution (1976)
- The Life and Times of Cotton Mather (1984, Pulitzer-díj és Bancroft-díj)
- Edgar A. Poe: Mournful and Never-ending Remembrance (1991)
- Houdini!!! The Career of Ehrich Weiss, American Self-Liberator, Europe's Eclipsing Sensation, World's Handcuff King and Prison Breaker - Nothing on Earth Can Hold Houdini a Prisoner!!! (1997)
- Lightning Man: The Accursed Life of Samuel B. Morse (2003)
- Begin Again: A Biography of John Cage (2010)

## Magyarul
- Houdini. Weiss Erik élete; ford. Szántó Judit; Park, Bp., 2006

## Díjai
- Pulitzer-díj (1985)
- Bancroft-díj (1985)